# Joanópolis
Joanópolis è un comune del Brasile nello Stato di San Paolo, parte della mesoregione Macro Metropolitana Paulista e della microregione di Bragança Paulista.